# MARS - Gauche républicaine

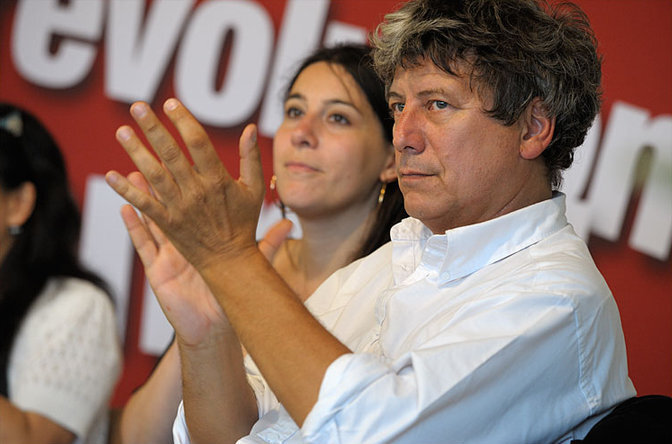
Éric Coquerel, président.

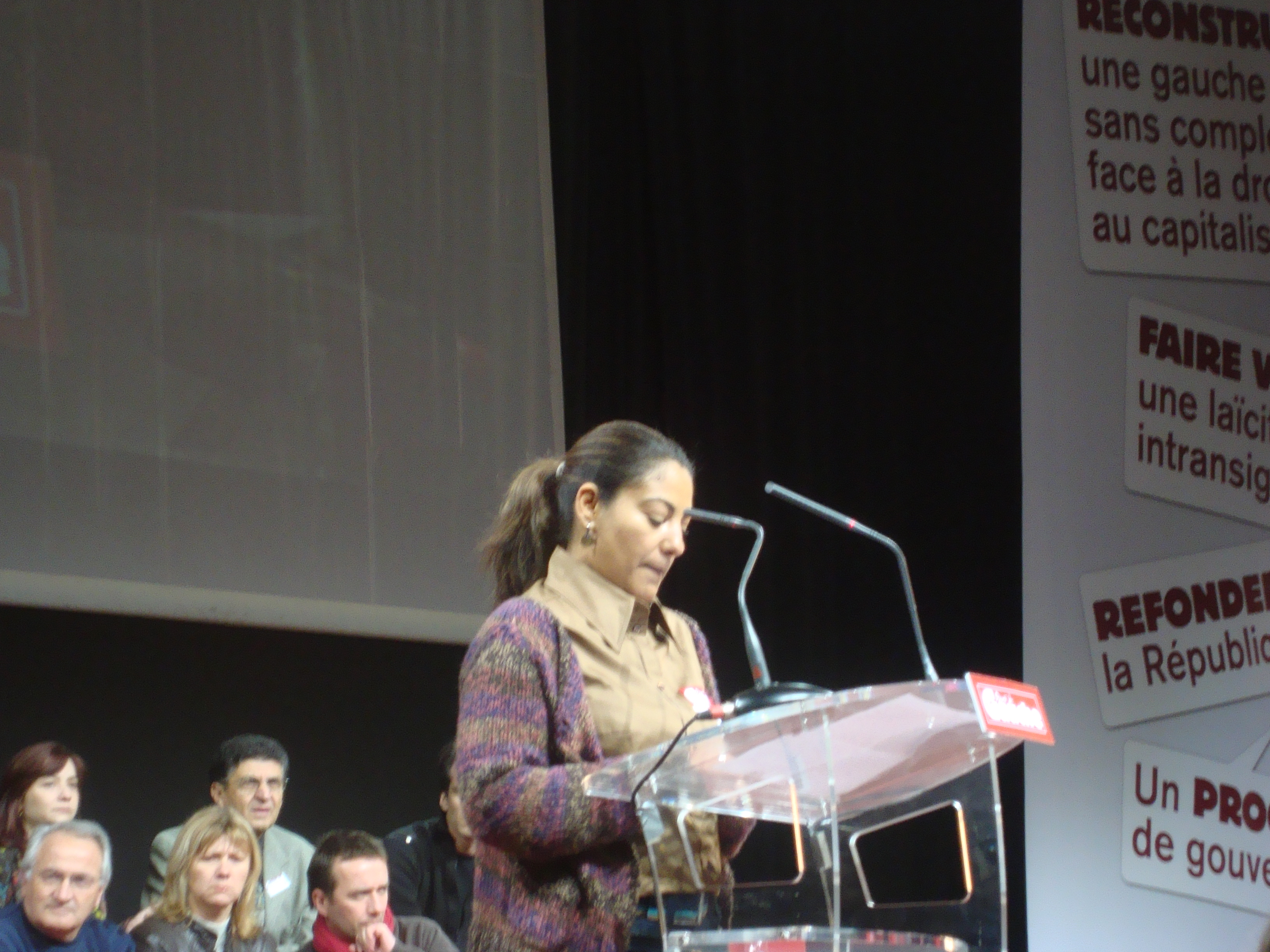
Hayat Dhalfa au lancement du Parti de gauche.

Le MARS - Gauche républicaine est un parti politique créé le 24 mars 2007 à la suite de la fusion du Mouvement pour une alternative républicaine et sociale et de la Coordination nationale de la gauche républicaine. Mouvement républicain ancré à gauche, il a œuvré pour tenter d'aboutir à une candidature unitaire lors de l'élection présidentielle de 2007.
Porteur d'un projet de transformation sociale, le MARS - Gauche républicaine s'investit dans le club Maintenant à Gauche lancé en juillet 2007 qui appelle à l'émergence d'une nouvelle force à vocation majoritaire.
Le 12 novembre 2008, le MARS - GR annonce, par la voix de son président Éric Coquerel qu'il rejoint le nouveau Parti de gauche créé par Marc Dolez et Jean-Luc Mélenchon.

## Direction nationale
- Président : Éric Coquerel
- Secrétaire général : Pierre Carassus
- Secrétaires nationaux : Claire Pessin-Garric, André Deluchat, François Cocq, Joëlle Ellert, Jeannick Le Lagadec Dominique Fié, Pierre Mascomere, Nicolas Gavrilenko.
- Porte-parole : Hayat Dhalfa, Michel Naudy.

## Élus en janvier 2008
- 3 maires
- 1 vice-présidente de conseil général
- 2 conseillers régionaux
- 6 conseillers généraux